# Aleksanteri Saarvala
Aleksanteri Saarvala   (Víborg, 9 d'abril de 1913 - Toronto, 7 d'octubre de 1989) va ser un gimnasta artístic finlandès que va competir durant les dècades de 1930 i 1940.
El 1936 va prendre part en els Jocs Olímpics d'Estiu de Berlín, on disputà vuit proves del programa de gimnàstica. Guanyà la medalla d'or en la barra fixa i la de bronze en el concurs complet per equips, mentre en les altres proves quedà en posicions més endarrerides. El 1948, una vegada finalitzada la Segona Guerra Mundial, va disputar els Jocs de Londres, on tornà a disputar vuit proves del programa de gimnàstica. Guanyà la medalla d'or en el concurs complet per equips, mentre en les altres proves destaca una quarta posició en la barra fixa.
El 1957 es va traslladar a viure al Canadà, on va morir el 1989.